# الاتحاد الإفريقي والملغاشي
الاتحاد الأفريقي والملغاشي (AMU) (بالفرنسية: Union Africanaine et Malgache (UAM)) هي منظمة حكومية دولية تم إنشاؤها لتعزيز التعاون بين الدول المستقلة حديثًا في إفريقيا الناطقة بالفرنسية. تستمد المنظمة اسمها من اسم قارة إفريقيا ومن جمهورية ملغاشيا السابقة، مدغشقر الآن. توقفت المنظمة في عام 1985.